# Rußalbatros

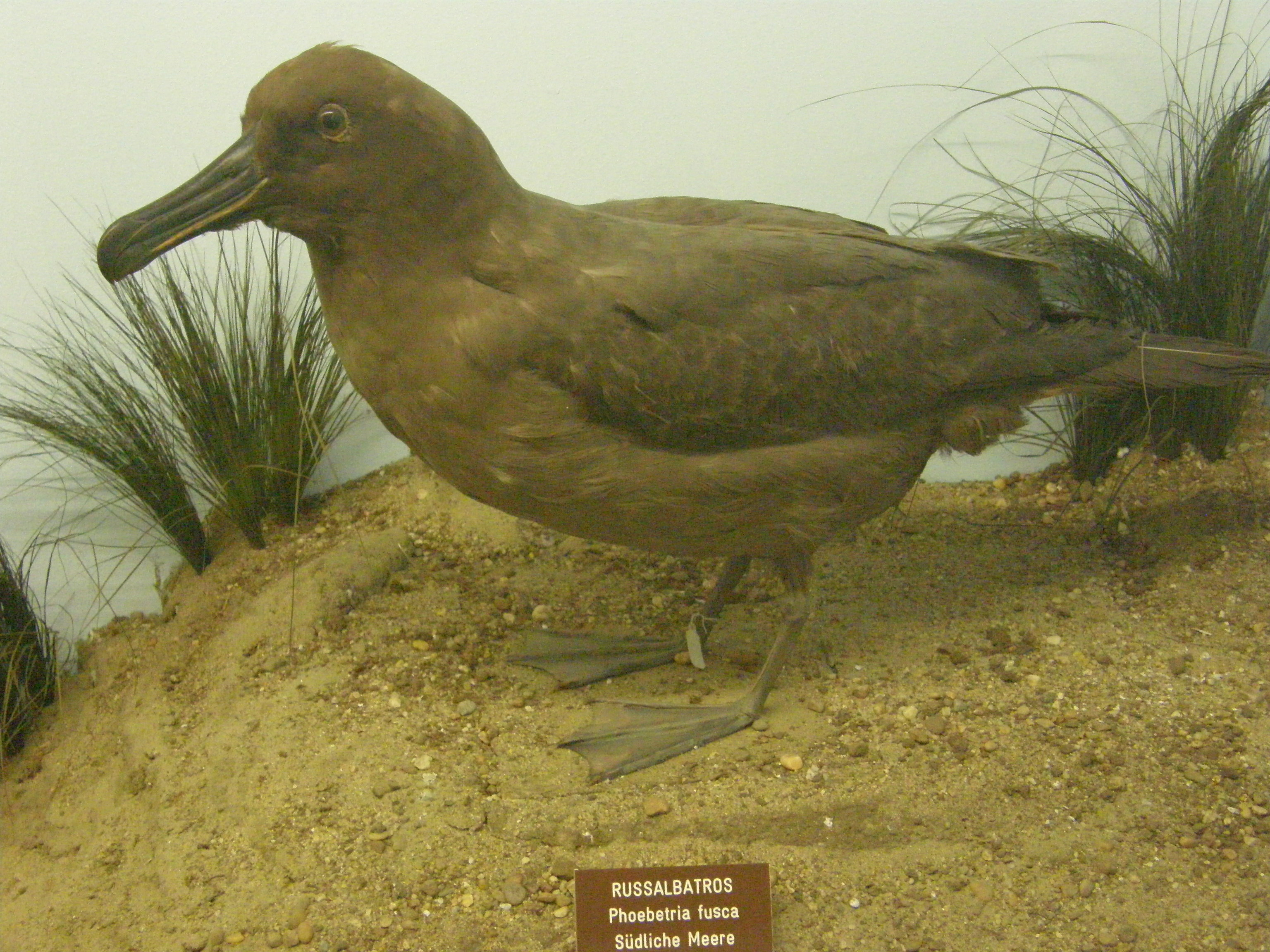
Phoebetria fusca im Naturhistorischen Museum Wien

Der Rußalbatros (Phoebetria fusca) oder Dunkelalbatros ist eine Vogelart aus der Familie der Albatrosse. Es handelt sich um einen mittelgroßen, rußschwarzen Albatros mit charakteristisch langen, schmalen Flügeln und einem schmal auslaufenden Schwanz. 
Die IUCN stuft den Rußalbatros als stark gefährdet (endangered) ein. Der Bestand wird auf 42.000 geschlechtsreife Individuen geschätzt, aber er geht seit mindestens drei Generationen (90 Jahren) stark zurück. Zu den bestandsgefährdenden Faktoren gehört vor allem die Langleinenfischerei. Während auf den Kerguelen die dort eingeführten Katzen und Ratten den Bestand offensichtlich nicht beeinflussen, ist der Bestand auf der Amsterdam-Insel auf Grund der Prädation durch diese Arten zurückgegangen. Insgesamt gibt es ca. 58.000 Exemplare.

## Erscheinungsbild
Der Rußalbatros erreicht eine Körperlänge von 84 bis 89 Zentimetern. Die Flügellänge beträgt zwischen 49 und 54 Zentimeter. Die Flügelspannweite beträgt 203 Zentimeter. Die Vögel wiegen zwischen 1,8 und 3,03 Kilogramm. Weibchen sind gewöhnlich etwas leichter als Männchen und haben einen kleineren Schnabel, schlankere Beine, einen kürzeren Schwanz und etwas kürzere Flügel. Die Maße der beiden Geschlechter überlappen sich jedoch deutlich.
Adulte Rußalbatrosse haben ein fast einheitlich dunkel schokoladenfarbenes bis gräuliches Gefieder. Der Kopf ist bei vielen Individuen deutlich dunkler als Nacken, Bauch und Flügel. Die Vögel haben einen auffälligen weißen Augenring, der zum vorderen Augenring schmäler wird. Die Füße und Beine sind hell rosafarben bis bläulich-grau. Der Oberschnabel ist am Schnabelrand hell, so dass der Schnabel einen weißlichen Streifen aufweist.
Bei noch nicht geschlechtsreifen Jungvögeln ist der Augenring und die Schnabelzeichnung dunkler.

## Stimme
Der Rußalbatros ist außerhalb der Fortpflanzungszeit überwiegend schweigsam. In den Brutkolonien lässt er einen zweisilbigen Ruf vernehmen. Die erste Silbe ist schrill, die zweite Silbe ist ein in der Tonhöhe fallender, trompetenähnlicher Laut. 

## Verbreitung
Rußalbatrosse leben im Süden des Atlantiks und des Indischen Ozeans. Die meisten Vögeln brüten auf Tristan da Cunha und Gough sowie den Prinz-Edward-Inseln. In geringer Zahl brüten sie auch auf den Crozetinseln, den Kerguelen und der Amsterdam-Insel sowie St. Paul. 
Außerhalb der Fortpflanzungszeit hält sich der Rußalbatros südlich des 30. südlichen Breitengrades auf. Irrgäste erreichen gelegentlich Neuseeland östlich des normalen Verbreitungsgebietes, im Südwesten des Indischen Ozeans kommen sie nach Süden bis zum 64. südlichen Breitengrad vor.

## Fortpflanzung
Rußalbatrosse brüten nur jedes zweite Jahr. Die Brutzeit beginnt im Oktober. Sie brüten in kleinen, lockeren Kolonien auf bewachsenen und geschützten Klippen. Das Nest besteht aus Erde und Pflanzenmaterial, die Nistmulde ist mit Gras ausgelegt. Das Gelege besteht aus nur einem Ei. Dieses ist weißschalig und weist rotbraune Flecken auf. Die Brutzeit beträgt 65 bis 75 Tage. Die Jungvögel werden nach 145 bis 178 Tage flügge. Beide Elternvögel sind sowohl am Nestbau, als auch am Brüten und der Versorgung der Jungvögel beteiligt.

## Belege

### Einzelbelege
1. ↑   BirdLife Factsheet zum Dunkelalbatros, aufgerufen am 28. November 2010
2. ↑  James McQuilken: Die Nebel der Zeit. Hrsg.: Rolf Stange. 1. Auflage. Spitzbergen.de, 2012, ISBN 978-3-937903-15-6, S. 137.
3. ↑  Shirihai, S. 130.
4. ↑  Shirihai, S. 130.
5. ↑  Shirihai, S. 132.